# Корчагин, Александр Александрович (музыкант)
Алекса́ндр Алекса́ндрович Корча́гин (11 июня 1945, Москва — 4 апреля 2022, там же) — советский и российский виолончелист и музыкальный педагог, участник струнного квартета имени Д. Д. Шостаковича, профессор МГК имени П. И. Чайковского, преподаватель Центральной музыкальной школы при Московской консерватории, лауреат международных конкурсов. Народный артист Российской Федерации (1994).
Александр Корчагин получил музыкальное образование в Московской консерватории, которую окончил в 1968 году по классу Галины Козолуповой. С 1966 года — бессменный участник квартета имени Шостаковича. В составе этого ансамбля он стал лауреатом нескольких международных конкурсов и Государственной премии РСФСР.
С 1989 года преподавал в Московской консерватории струнный квартет; профессор (с 1996). Среди учеников — известные музыканты, заслуженные артисты России, лауреаты всероссийских и международных конкурсов.
Скончался 4 апреля 2022 года.

## Звания и премии
- Народный артист Российской Федерации (1994)[2]
- Заслуженный артист РСФСР (1984)
- Государственная премия РСФСР имени М. И. Глинки (1987) — за концертные программы в составе квартета имени Д. Д. Шостаковича (1984—1986)